# Jacinto Villalba
Pour les articles homonymes, voir Villalba.
Jacinto Villalba, né le 19 septembre 1914 à Asuncion et mort le 1er mai 2002 à Rio de Janeiro, est un footballeur international paraguayen, qui évoluait au poste d'attaquant.

## Biographie
En club, il a joué dans son pays au Cerro Porteño, un des plus grands clubs du Paraguay.
Il est surtout connu pour avoir participé à la Copa América 1939 et à la coupe du monde 1930 en Uruguay, appelé par le sélectionneur argentin José Durand Laguna.
Sa sélection tombe dans le groupe D avec les États-Unis et la Belgique. Les Paraguayens finissent à la 2e place de ce dernier groupe et ne passent pas le 1er tour.